# Slovenski borzni indeks
Slovenski borzni indeks (SBI20) je borzni indeks celotnega delniškega trga Ljubljanske borze. Meri donosnost celotnega slovenskega organiziranega kapitalskega trga. Njegov namen je prikazati zbirno in jedrnato informacijo o gibanju cen največjih in najlikvidnejših delnic na borznem in prostem trgu.
SBI je aktiven od 31. decembra 1993. Na ta dan je bila njegova vrednost 1.000 točk.
V indeks so vključene delnice slovenskih podjetij (maksimalni delež delnice v indeksu je 15 %):
Krka, Petrol, Telekom Slovenije, Sava, Mercator, Pivovarna Laško, Gorenje, Nova Kreditna banka Maribor, Luka Koper, Helios, Intereuropa, Aerodrom Ljubljana, Lesnina, Istrabenz, Žito.
Od leta 1993, ko je bila začetna vrednost indeksa 1000, je dosegel najvišjo vrednost v letu 2007 (12.000); jeseni 2008 je vrednost padla na 6000 točk.